# Park Kil-Soon
Park Kil-Soon es un deportista surcoreano que compitió en judo. Ganó dos medallas en el Campeonato Mundial de Judo en los años 1965 y 1967.

## Palmarés internacional
| Campeonato Mundial | Campeonato Mundial              | Campeonato Mundial | Campeonato Mundial |
| Año                | Lugar                           | Medalla            | Categoría          |
| ------------------ | ------------------------------- | ------------------ | ------------------ |
| 1965               | Río de Janeiro (Brasil)         | Medalla de bronce  | –68 kg             |
| 1967               | Salt Lake City (Estados Unidos) | Medalla de plata   | –70 kg             |